# Maihingen
Maihingen là một đô thị ở huyện Donau-Ries trong bang Bayern nước Đức. Đô thị Maihingen có diện tích 14,16 km².